# ITunes
iTunes – program odtwarzający pliki multimedialne, produkowany i dystrybuowany przez Apple Inc.

## Podstawowe funkcje
iTunes jest również interfejsem sklepu internetowego iTunes Store oraz platform streamingowych Apple Music i Apple TV+ i zalecanym przez producenta oprogramowaniem do obsługi odtwarzacza iPod, smartfona iPhone oraz tabletu iPad. Program jest darmowy i może być instalowany na systemie Windows oraz na starszych wersjach systemu macOS.

### Gruntowne zmiany
W macOS High Sierra z programu wyodrębniono dwie aplikacje: App Store oraz Książki. W macOS Catalina pozostałe funkcje programu zostały rozdzielone na trzy osobne aplikacje: Muzyka, TV, i Podcasty, ostatecznie usuwając samą aplikację. Funkcję zarządzania urządzeniami mobilnymi przejęła natomiast aplikacja Finder. iTunes jest jednak nadal dostępne i aktualizowane na komputerach PC. Na komputerach Mac podzielone aplikacje można zgromadzić w folderze Launchpada.

### iTunes Connect
Apple umożliwia udostępnianie swoich treści po spełnieniu określonych warunków w ramach programu iTunes Connect. Można je tworzyć zewnętrznymi programami bądź programami udostępnianymi przez Apple.

## Szczegółowe funkcje
Do szczegółowych funkcji programu zaliczamy (poza zwykłym odtwarzaniem dźwięków):
- możliwość katalogowania plików muzycznych
- archiwizowanie płyt CD-Audio w różnych formatach (np. MP3, AAC, AIFF i WAV)
- pobieranie opisów płyt i ilustracji okładek CD-Audio z internetowej bazy iTunes Store
- tworzenie playlist (od wersji 8.0.0.35 także inteligentnych playlist Genius)
- odsłuchiwanie internetowych stacji radiowych
- dokonywanie zakupów muzyki, teledysków, e-booków, aplikacji dla mobilnych urządzeń Apple, seriali i filmów pełnometrażowych w internetowym sklepie iTunes Store
- wypożyczanie filmów w sklepie iTunes Store
- wypalanie płyt CD-Audio, płyt MP3 oraz CD-Data na podstawie przygotowanych playlist
- obsługa odtwarzaczy multimedialnych iPod, telefonów iPhone oraz iPadów – kopiowanie utworów, tworzenie playlist, zmiana ustawień urządzenia
- odtwarzanie teledysków i zapowiedzi filmów w formacie MOV, M4V, MP4
- obsługa podcastów
- konwersja formatów (np. z MP3 na MP4)
- obsługa tzw. audiobooków (pliki książek w wersji audio w formacie M4A lub M4B), umożliwiających wznowienie słuchania w momencie, gdzie się uprzednio przerwało
- obsługa plików typu Audible (ze sklepu internetowego z audiobookami Audible)
- korektor graficzny dźwięku z ok. 20 przedefiniowanymi ustawieniami i możliwością swobodnego zaprogramowania własnych ustawień
- wyświetlanie wizualizacji w postaci graficznych demonstracji generowanych jako analiza dźwięku odtwarzanego utworu (dostępne ustawienia fabryczne oraz możliwość dogrania dostępnych w Internecie wizualizatorów w postaci pluginów)
- możliwość wprowadzania zapisanych tekstów piosenek do pliku audio
- możliwość wprowadzania dokumentów PDF
- możliwość obsługi i synchronizacji aplikacji dla iPod touch, iPhone, iPad